# بودویا
بودویا (به ایتالیایی: Budoia) یک کومونه در ایتالیا است که در استان پوردنونه واقع شده‌است.

## خصوصیات
بودویا ۳۷٫۷ کیلومترمربع مساحت و ۲٬۳۱۱ نفر جمعیت دارد و ۱۳۵ متر بالاتر از سطح دریا واقع شده‌است.